# Bone Gap
Bone Gap – wieś w Stanach Zjednoczonych, w stanie Illinois, w hrabstwie Edwards.